# Pejzaž (zemljopis)
U geografiji (zemljopisu) – dio krajolika koji se izdvaja od ostalih dijelova. Prirodni pejzaž je netaknut krajolik, bez čovjekovih zahvata. 
Kultivirani pejzaž je krajolik koji je izmijenjen čovjekovim zahvatima (gradnja naselja, promijenjena infrastruktura i dr.).